# ŁKSコマースコン・ウッチ

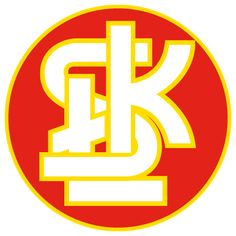
クラブのロゴマーク

ŁKSコマースコン・ウッチ（ŁKS Commercecon Łódź）は、ポーランドのウッチを本拠地として活動する女子バレーボールチームである。2024/25シーズンはポーランド女子バレーボールリーグ1部に所属する。

## 歴史
1908年設立。1929年からバレーボール部門の活動をはじめたが第二次世界大戦後、長らく活動できなかった。クラブ設立50年を迎えた1958年にRyszard Felisiakが監督として再びバレーボール部門の活動を再開させた。その10年後の1968年にポーランド国内リーグのトップカテゴリーに昇格を果たした。1976年、ポーランドカップで優勝し、チーム初のタイトルを獲得。1981/82シーズンのポーランドリーグで準優勝し、1982/83シーズンのポーランドリーグで初優勝を果たした。1980年代後半の国内リーグでは1985/86シーズンで準優勝、1986/87、1988/89シーズンで3位に入るなど上位をキープするが、優勝からは遠ざかっていく。その後、チーム運営の資金不足により国内リーグのトップカテゴリーには1992/93シーズンで撤退し、活動休止していた。2001年に活動を再開したが、2006年は3部リーグへの降格となってしまった。このような苦難の状況の中でもウッチスポーツ・クラブと地元のバレーボールの関係者は、セクションの再建に向けて努力をやめなかった。その努力が実り、2010年にはウッチスポーツ・クラブの伝統を引き継ぐŁKSバレーボール女性部門が発足。2013/14シーズンには国内リーグの2部カテゴリーに参戦し、2015/16シーズンの国内2部リーグでは優勝を果たし、遂に23年ぶりとなるトップカテゴリーへの昇格を果たした。有力選手の獲得もあって、2017/18シーズンのオーレンリーガではレギュラーラウンドを22勝4敗の3位で通過すると、セミファイナルではKSディヴェロプレス・ジェシュフに2勝1敗で勝ち越し、ファイナルへ進出。決勝ではグルパ・アゾティ・チェミック・ポリツェに敗れたが準優勝の成績を残すまでにチーム成績を回復させた。2018/19シーズンのオーレンリーガではレギュラーラウンドを16勝6敗の3位通過し、クォーターファイナルでBKSビェルスコ＝ビャワに、セミファイナルではKSディヴェロプレス・ジェシュフに勝利。ファイナルではブドフラニ・ウッチに3戦ともにフルセットで勝利し、36年ぶりの優勝へ返り咲いた。2020/21シーズンのタウロンリーガではレギュラーラウンドを15勝7敗の4位で通過し、セミファイナルでKSディヴェロプレス・ジェシュフに惜しくも敗れて3位となった。また、欧州チャンピオンズリーグに出場した。2022年からはイタリア人のAlessandro Chiappiniを監督に招聘し、2022/23シーズンのタウロンリーガではレギュラーラウンドを19勝1敗の圧倒的な成績で首位通過し、クォーターファイナルでKSパワツ・ブィドゴシュチュに、セミファイナルでBKSビェルスコ＝ビャワを寄せ付けず、ファイナルではKSディヴェロプレス・ジェシュフに3勝し4年ぶりの優勝を果たした。

## 主な成績
タウロンリーガ
- 優勝 - 1982/83、2018/19、2022/23シーズン
- 準優勝 - 1981/82、1985/86、2017/18シーズン
- 3位 - 1984/85、1986/87、1988/89、2019/20、2020/21、2021/22シーズン

ポーランドカップ
- 優勝 - 1975/76、1981/82、1985/86シーズン
- 準優勝 - 2017/18、2022/23、2023/24シーズン

## 登録選手
2024/25シーズンの登録選手は次の通り。
| 背番号 | 名前                         | ポジション           | 身長 | 備考       |
| ------ | ---------------------------- | -------------------- | ---- | ---------- |
| 1      | マリア・ステンゼル           | リベロ               | 1.67 |            |
| 2      | Aleksandra Matusiak          | セッター             | 1.85 |            |
| 3      | Nikola Jęcek                 | リベロ               | 1.70 |            |
| 4      | マルレナ・コワレフスカ       | セッター             | 1.76 |            |
| 5      | レジアーネ・ビディアス       | アウトサイドヒッター | 1.90 |            |
| 6      | アンナ・オビアワ             | ミドルブロッカー     | 1.87 | キャプテン |
| 8      | スザンナ・ゴレツカ           | アウトサイドヒッター | 1.81 |            |
| 9      | Natalia Dróżdż               | ミドルブロッカー     | 1.90 |            |
| 10     | Anastasiia Hryshchuk         | オポジット           | 1.88 |            |
| 12     | Daniela Cechetto             | オポジット           | 1.88 |            |
| 13     | Angelika Gajer               | セッター             | 1.72 |            |
| 15     | クラウディア・アラギェルスカ | ミドルブロッカー     | 1.90 |            |
| 16     | Lana Ščuka                   | アウトサイドヒッター | 1.86 |            |
| 17     | Sonia Stefanik               | ミドルブロッカー     | 1.91 |            |
| 41     | ナタリア・メンジク           | アウトサイドヒッター | 1.84 |            |

## 主な歴代所属選手
| - イザベラ・コバリンスカ - カタジナ・ザロスリンスカ - パウリナ・マイ - クリスティナ・ストラシュ - スザンナ・エフィミエンコ - カミラ・ヴィトコフスカ - マルティナ・グライベル - モニカ・ガウコフスカ | - レジアーネ・ビディアス - アマンダ・フランシスコ - イブナ・コロンボ - ロベルタ・ラツキ - ヴェロニカ・ジョーンズ＝ペリー - カタリナ・オサドチュク - ナジャ・ニンコビッチ - カタリナ・ラゾビッチ | - バレリア・カラクッタ - ヴァレンティーナ・ディウフ - ブリット・ボンハールトス - ルツィエ・ミュールシュタイノバ - アティナ・パパフォティウ - エヴァ・パブロビッチ・モリ - アン・カランダゼ |